# Секеї Буковини

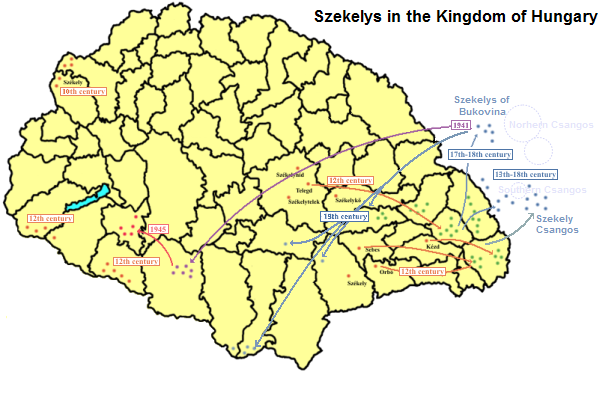
Міграції Секея

Секеі Буковини — субетнічна група угорців—секеїв, які у XVIII-XX століттях населяли деякі місцевості Південної Буковини.

## Історія

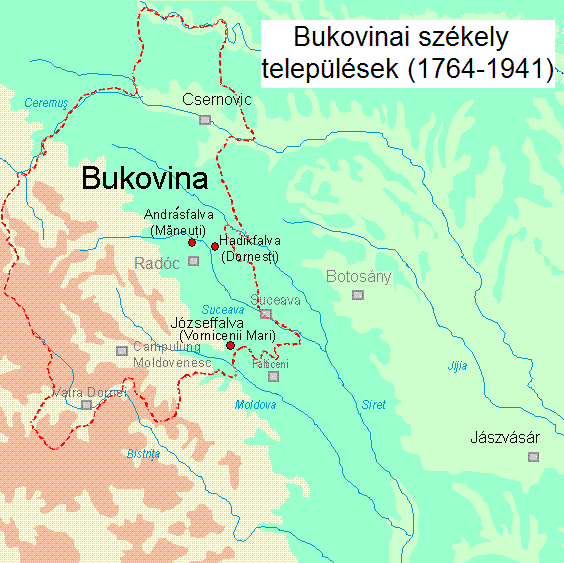
Секейські села на Буковині

У другій половині XVIII століття частина секеїв емігрувала з Трансильванії в Буковину, де вони заснували нові села і зберігали свою особливу культуру до Другої світової війни. Причиною їхнього від'їзду з Трансильванії було обмеження їхніх давніх прав.
До 1941 секеї населяли деякі села сучасного румунського повіту Сучава, зокрема: Гадікфалва (Hadikfalva, нині Дорнешть), Андрашфалва (Andrasfalva, нині Менеуць), Йожеффалва (Józseffalva, нині Ворніченій-Марь) .